# Cutis laxa
La  cutis laxa è un insieme di malattie del tessuto connettivo per cui la pelle perde elasticità, mostrando piaghe.

## Tipologia

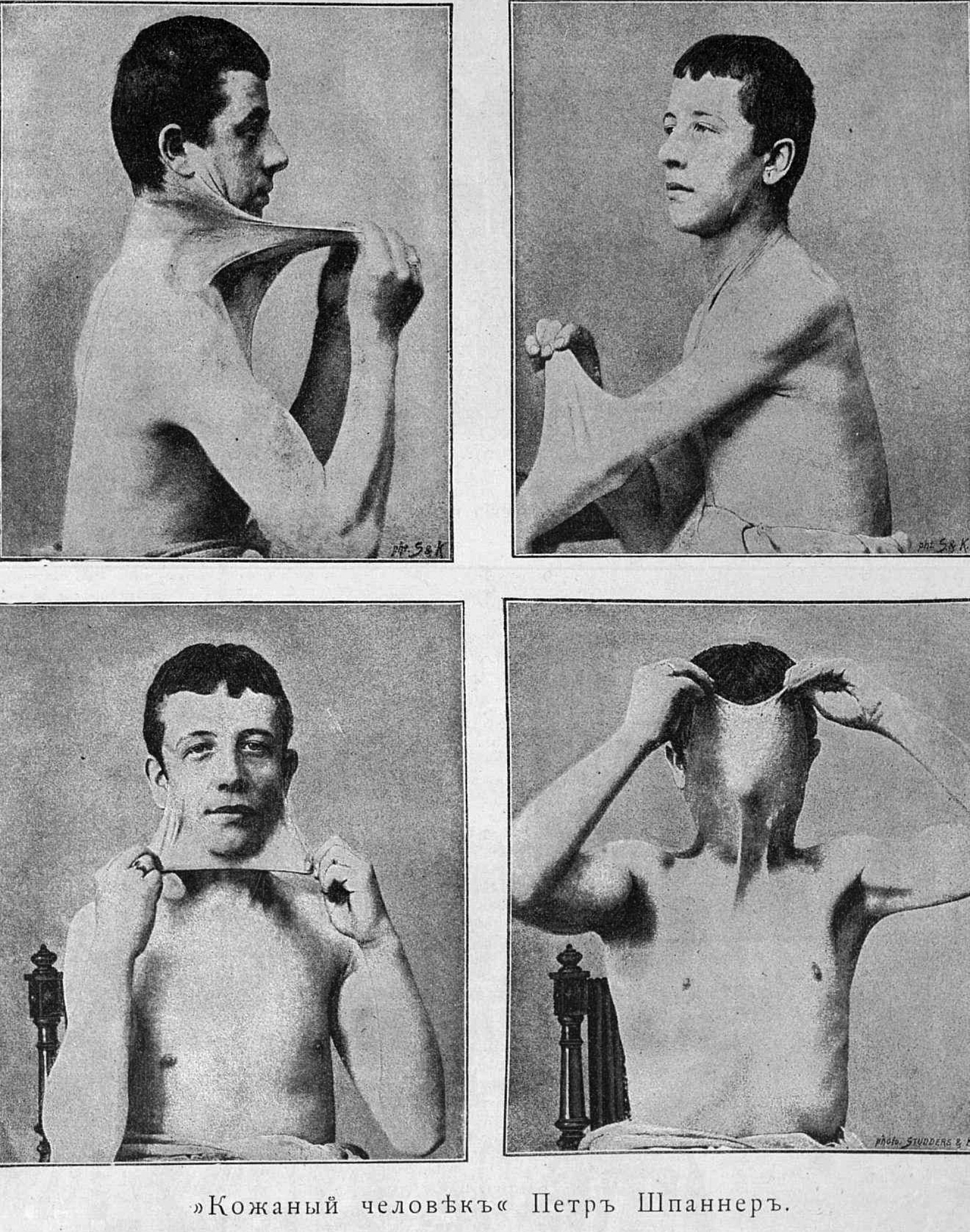
Peter Spanner, 1891

Esistono varie forme di tale patologia, alcune sono benigne mentre ne esiste una in particolare le cui complicanze cardiache possono risultare mortali.

## Sintomatologia
Fra i sintomi e i segni clinici ritroviamo ritardo dello sviluppo, lassità della pelle, ernie, fino a complicazioni quali enfisema polmonare e cuore polmonare.

## Diagnosi differenziale
Si distingue dalla sindrome di Ehlers-Danlos in quanto la pelle non mostra la caratteristica fragilità. Altre patologie da cui occorre distinguerla sono la sindrome di Turner e la neurofibromatosi.

## Terapia
Non esiste un trattamento specifico, si ricorre alla chirurgia plastica per ovviare a deficienze fisiche.